# Inazō Nitobe
Inazō Nitobe (新渡戸 稲造, Morioka, 1 de septiembre de 1862-Victoria, 15 de octubre de 1933) fue un escritor, educador, economista agrícola, diplomático, político y cristiano protestante japonés de finales de la Era Meiji.

## Primeros años
Inazō Nitobe nació en Morioka, Provincia de Mutsu (la actual Prefectura de Iwate) en el seno de un clan de samuráis, el clan Nambu. Su bisabuelo fue un estratega militar y practicó varias artes marciales al igual que el padre de Nitobe, que enseñó a su hijo las técnicas del kenjutsu, jiujitsu y sōjutsu. Su nombre de la infancia era Inanosuke. Nitobe dejó Morioka para ir a Tokio en 1871 para convertirse en el heredero de su tío Ōta Tokitoshi, adoptando el nombre Ōta Inazō. Luego lo revirtió a Nitobe cuando su hermano mayor, Nitobe Shichirō, falleció.

## Carrera educativa
Comenzó el estudio de la lengua inglesa a la edad de nueve años. Entró a la Escuela Agrícola de Sapporo en 1877, donde recibió influencias del cristianismo, y en 1883 en la Universidad Imperial de Tokio, donde se interesó por el estudio de las relaciones internacionales. En Estados Unidos estudió política y relaciones internacionales en la Universidad de Johns Hopkins, desde 1884 a 1887, período en el que se unió a la Sociedad Religiosa de los Amigos (cuáqueros), a la que perteneció toda su vida, llegando a casarse con la cuáquera norteamericana Mary Elkinton. En Alemania, desde 1887 hasta 1890, estudió en varias universidades, obteniendo el doctorado (el primero de cinco) en Economía Agraria. 
Posteriormente, ya como educador, Nitobe enseñó primero en la Escuela Agrícola de Sapporo. Entre 1903 y 1919 obtuvo una cátedra en la Universidad Imperial de Kioto, fue director de la First Higher School y luego catedrático en la Universidad Imperial de Tokio, entre 1913 y 1919. También fue el primer presidente de la Universidad de Mujeres Cristianas de Tokio. 
Cuando enfermó a la edad de 37 años, escribió su obra más conocida Bushidō: the soul of Japan («Bushidō: el alma del Japón»). Escrito en inglés y publicado en Estados Unidos en 1905, el libro de Nitobe describe el código de conducta no escrito que gobernaba la vida de los nobles de Japón en la época feudal: las virtudes y estilo de vida del guerrero samurái. El libro fue escrito para contestar de una vez por todas a las preguntas de su esposa y amigos no japoneses acerca de cómo se impartían en su país la educación moral y las virtudes. Nitobe, cuya efigie aparecía en los anteriores billetes de 5000 yenes, fue uno de esos hombres de gran temple que dejan huella: cristiano, escritor prolífico, educador, diplomático y político. Supo elucidar los conceptos de rectitud, coraje, benevolencia, cortesía, veracidad, honor y lealtad, de tal manera que cautivó, y sigue haciéndolo, no solo a los extranjeros sino también a sus compatriotas. Desde su aparición ha tenido numerosas reediciones y últimamente ha tenido un papel principal con ocasión de las discusiones acerca de la nueva Ley Fundamental de Educación de Japón. 

## Actividad diplomática y política
En 1918 asistió a la Conferencia de Paz de Versalles. 
En 1920 fue nombrado subsecretario de la Sociedad de Naciones (cargo que mantuvo hasta 1926), en calidad de lo cual tomó parte en el Congreso Mundial del Esperanto de 1921 y presentó a la Asamblea de la Sociedad de las Naciones un informe sobre el estado del esperanto en el mundo. 
Fue miembro de la Cámara de Pares desde 1926 a 1933, y desde 1929 a 1933 fue presidente en el Instituto para las Relaciones en el Pacífico (IPR), una organización creada para mejorar las relaciones entre los países bañados por el Océano Pacífico. 
En los años treinta, mientras aún estaba en la Universidad Imperial de Tokio, Nitobe expresó su deseo de mediar entre Estados Unidos y Japón y contribuir a la distensión de las relaciones entre los dos países. Se hallaba en tal misión, liderando la delegación japonesa en una conferencia internacional en Canadá, cuando murió en Victoria, Columbia Británica, en 1933. 